# 全俄羅斯的皇帝
全俄罗斯的皇帝（俄语：Императоръ Всероссійскій；女性君主在位时则改为全俄罗斯的大女皇），通称俄罗斯皇帝，俗称“俄罗斯沙皇”，是俄罗斯帝国君主的头衔。该头衔起源于俄罗斯在1700年至1721年大北方战争中的胜利，彼得一世根据欧洲公认的头衔制度对沙皇头衔的改编。称号由之前俄罗斯沙皇国的“全俄罗斯沙皇”或“全罗斯沙皇”转变而来。虽然俄罗斯帝国君主已按照西方惯例明确改称“皇帝”，但当时欧洲依然习惯称呼俄罗斯皇帝为“沙皇”。但相比原来的沙皇，“全俄罗斯皇帝”更接近欧洲传统的皇帝头衔。

## 头衔
根据俄羅斯帝國基本法第一条规定：“全俄罗斯皇帝是专制和不受限制的君主。服从他的最高权威，不仅是出于恐惧，而且是出于良心，是上帝亲自命令的”。
20世纪俄罗斯皇帝的全称（基本法第37条）是：
蒙上帝恩典，全俄羅斯、莫斯科、基辅、弗拉基米尔、诺夫哥罗德的皇帝和独裁者，喀山沙皇，阿斯特拉罕沙皇，波兰沙皇，西伯利亚沙皇，陶立克克森尼索沙皇，格鲁吉亚沙皇，普斯科夫的领主，兼斯摩棱斯克、立陶宛、沃里尼亚、波多利亚和芬兰大公；爱沙尼亚、利沃尼亚、库尔兰和瑟米加利亚、萨莫吉希亚、比亚韦斯托克、卡累利阿、特维尔、尤格拉、彼尔姆、维亚特卡、保加尔以及其他区域的王公；下诺夫哥罗德的领主和大公，切尔尼戈夫、梁赞、波洛茨克、罗斯托夫、雅罗斯拉夫尔、别洛焦尔、乌多利亚、奥勃多利亚、孔迪亚、维捷布斯克、姆斯齐斯拉夫国君和所有北部区域的君主；伊比利亚、卡塔林尼亚、卡巴尔德尼亚土地和亚美尼亚区域的君主；切尔卡斯亚和山地王公及其他的世袭领主和统治者；突厥斯坦的君主；挪威王位继承人，石勒苏益格-荷尔斯泰因、施托尔曼、迪特马尔申和奥尔登堡公爵等等，以及其他，以及其他。

## 俄羅斯皇帝列表

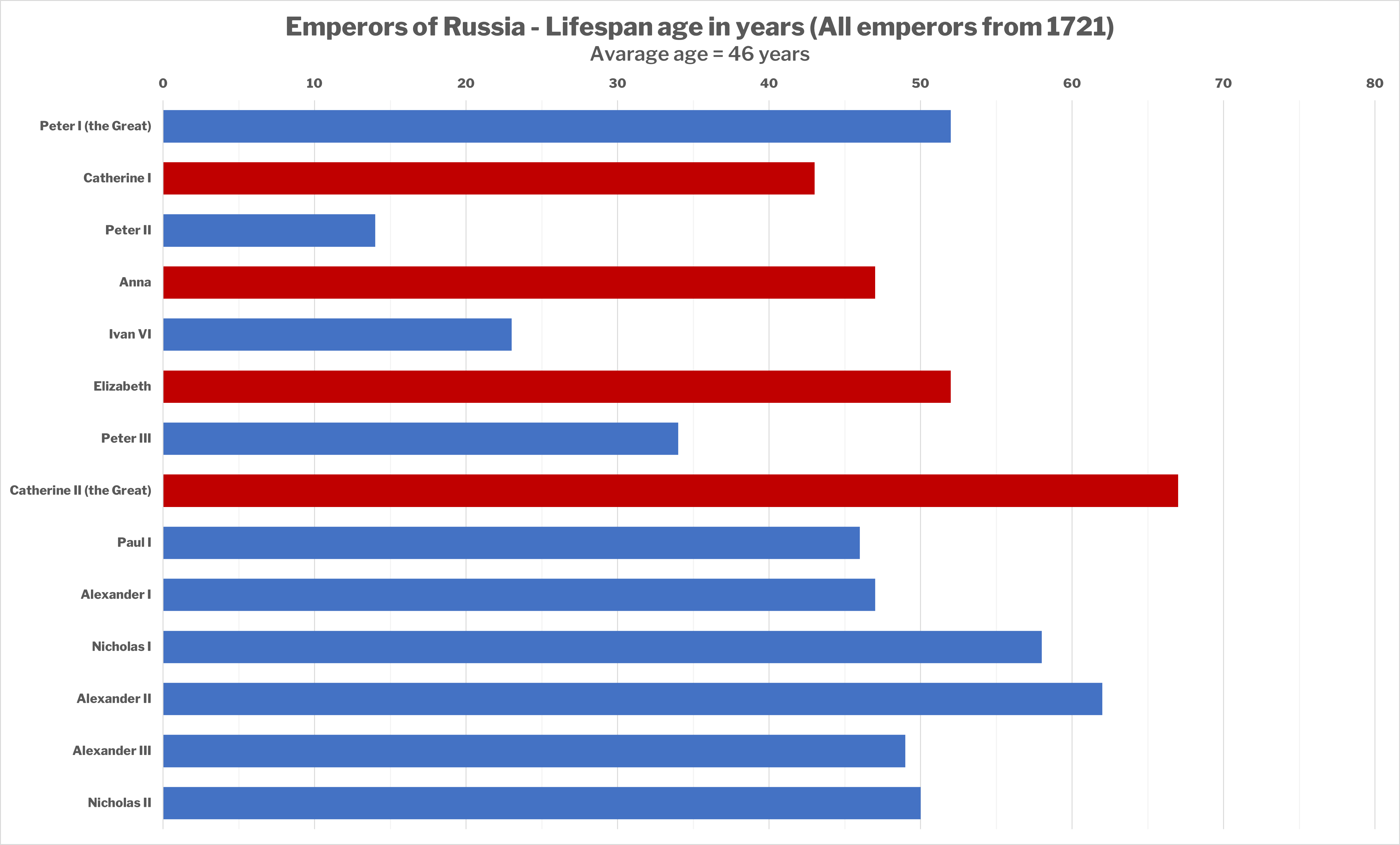
俄羅斯皇帝 - 壽命年齡(1721–1918)

| 称呼                                                 | 生平                           | 统治始                                             | 统治终         | 注释                                                                   | 王朝                                                    | 肖像 |
| ---------------------------------------------------- | ------------------------------ | -------------------------------------------------- | -------------- | ---------------------------------------------------------------------- | ------------------------------------------------------- | ---- |
| 彼得一世 - Пётр Вели́кий 彼得大帝                     | 1672年6月9日 — 1725年2月8日    | 成為沙皇: 1682年6月2日 成為俄國皇帝: 1721年11月2日 | 1725年2月8日   | 首位俄羅斯皇帝，最後一任俄羅斯沙皇。                                   | 羅曼諾夫王朝                                            |      |
| 葉卡捷琳娜一世 - Екатери́на I Алексе́евна              | 1684年4月15日 — 1727年5月17日  | 1725年2月8日                                       | 1727年5月17日  | 彼得一世的妻子                                                         | 斯卡夫倫斯基家族 (出生) 羅曼諾夫王朝 (透過婚姻)         |      |
| 彼得二世 - Пётр II Алексеевич                        | 1715年10月23日 — 1730年1月30日 | 1727年5月18日                                      | 1730年1月30日  |                                                                        | 羅曼諾夫王朝                                            |      |
| 安娜 - Анна Иоанновна                                | 1693年2月7日 — 1740年10月28日  | 1730年2月15日                                      | 1740年10月28日 | 伊凡五世的女兒                                                         | 羅曼諾夫王朝                                            |      |
| 伊凡六世 - Иван VI                                   | 1740年8月23日 — 1764年7月16日  | 1740年10月28日                                     | 1741年12月6日  | 伊凡五世的曾孫，嬰兒時期就被廢黜，入獄，後來被謀殺                     | 梅克倫堡-不倫瑞克-羅曼諾夫王朝                          |      |
| 伊莉莎白 - Елизаве́та                                 | 1709年12月29日 — 1762年1月5日  | 1741年12月6日                                      | 1762年1月5日   | 彼得一世和葉卡捷琳娜一世的女兒，篡奪了王位。                           | 羅曼諾夫王朝                                            |      |
| 彼得三世 - Пётр III Фёдорович                        | 1728年2月21日 — 1762年7月17日  | 1762年1月9日                                       | 1762年7月9日   | 彼得一世的孫子 伊莉莎白的侄子，後被謀殺                                | 霍爾斯坦-戈托普-羅曼諾夫王朝                            |      |
| 葉卡捷琳娜二世 - Екатерина Алексеевна 葉卡捷琳娜大帝 | 1729年5月2日 — 1796年11月17日  | 1762年7月9日                                       | 1796年11月17日 | 彼得三世的妻子                                                         | 阿斯坎尼 (出生) 霍爾斯坦-戈托普-羅曼諾夫王朝 (透過婚姻) |      |
| 保羅一世 - Па́вел I Петро́вич                          | 1754年10月1日 — 1801年3月23日  | 1796年11月17日                                     | 1801年3月23日  | 彼得三世和葉卡捷琳娜二世之子 被暗殺                                    | 霍爾斯坦-戈托普-羅曼諾夫王朝                            |      |
| 亞歷山大一世 - Александр Павлович                    | 1777年12月23日 — 1825年12月1日 | 1801年3月23日                                      | 1825年12月1日  | 保羅一世和符騰堡的索菲·多蘿西婭的兒子 波蘭第一位羅曼諾夫國王和芬蘭大公 | 霍爾斯坦-戈托普-羅曼諾夫王朝                            |      |
| 尼古拉一世 - Николай I Павлович                      | 1796年7月6日 — 1855年3月2日    | 1825年12月1日                                      | 1855年3月2日   |                                                                        | 霍爾斯坦-戈托普-羅曼諾夫王朝                            |      |
| 亞歷山大二世 - Алекса́ндр II Никола́евич               | 1818年4月29日 — 1881年3月13日  | 1855年3月2日                                       | 1881年3月13日  |                                                                        | 霍爾斯坦-戈托普-羅曼諾夫王朝                            |      |
| 亞歷山大三世 - Алекса́ндр III Алекса́ндрович           | 1845年3月10日 — 1894年11月1日  | 1881年3月13日                                      | 1894年11月1日  |                                                                        | 霍爾斯坦-戈托普-羅曼諾夫王朝                            |      |
| 尼古拉二世 - Николай II Алекса́ндрович                | 1868年5月18日 — 1918年7月17日  | 1894年11月1日                                      | 1917年3月15日  | 最後一任實質上的俄羅斯皇帝。                                           | 霍爾斯坦-戈托普-羅曼諾夫王朝                            |      |

尼古拉二世在退位後將皇位讓給了他的兄弟米哈伊尔·亚历山德罗维奇，但到了隔天，在名義上的統治僅18小時後，“皇帝米哈爾二世”拒絕了皇位，結束了俄羅斯的君主統治時代。

## 额外链接
- Excerpts from Statesman's Handbook for Russia （页面存档备份，存于）. By the Chancery of the Committee of Ministers, St. Petersburg. 1896.

1. ↑  "On the Title of His Imperial Majesty and the State Coat of Arms", Russian Imperial House: Official site of the Romanov Dynasty. Retrieved 26 June 2019.